# Toushou Daimos
Daimos (闘将ダイモス, Tōshō Daimosu) est une série d'animation de 44 épisodes produite par le studio Sunrise d'avril 1978 à fin janvier 1979. 
Elle est sortie dans les années 1980 en France sur plusieurs VHS d'environ une heure chacune. Un film d'animation, nommé Starforce l'étoile éclatée (ou Starforce le chevalier de la galaxie selon la version), est également sorti.
Daimos est une série dans la lignée de Goldorak.

## Synopsis
Daimos est un robot géant doté de capacités fantastiques et destiné à protéger la Terre des attaques venant de l'espace. Le créateur de cette merveilleuse machine est le professeur Izumi. On découvre dans les premiers épisodes que Kazuya est le seul capable de la piloter. Kyoshiro est son fidèle copilote.
Il y a une histoire d'amour entre Érika et notre héros, mais le fond de l'histoire est une guerre entre les Terriens et les Baamiens (extraterrestres ressemblant aux humains mais pourvus d'une paire d'ailes d'ange).

## Personnages

### Terriens
- Kazuya Ryūzaki
- Kyōshirō Yūzuki, en Français 'Kyoushiro'
- Nana Izumi, en Français 'Nana'
- Shin'ichirō Izumi, en Français 'Docteur Izumi'
- Cairo
- Okane
- Genta, dans les épisodes 33-44
- Doctor Douglas Banks, dans les épisodes 27, 28, 37, 39
- General Sakamori Miwa, dans les épisodes 1-40
- Isamu Ryūzaki,  en Français 'Docteur Isamu Ryuzaki'

### Peuple de Baam
Les Baamiens vivaient à l'origine sur Baam, lorsque cette planète fut détruite. Les survivants réussirent à se réfugier dans un satellite artificiel, le Petit Baam, qui est en fait une sorte d'arche mise en orbite autour de Jupiter.
- Emperor Leon, dans les épisodes 5, 17
- Orban, dans les épisodes 1, 5, 34-44
- Georiya, dans les épisodes 5, 34-42
- Richter
- Erika
- Raiza, dans les épisodes 1-42
- Balbas, dans les épisodes 1-35
- Margarete, dans les épisodes 1-43
- Gurney Halleck, dans l'épisode 9
- Aizam, dans les épisodes 26-28
- Cindy, dans les épisodes 13-16
- Merubi, dans l'épisode 19
- Barandooku, dans les épisodes 20-31
- Uoorin, dans les épisodes 17-18
- Maradon, dans l'épisode 34
- Mylor, dans l'épisode 35

## Voix japonaises
- Kazuya Ryūzaki : Akira Kamiya
- Kyōshirō Yūzuki : Kazuyuki Sogabe
- Nana Izumi : Youko Kuri
- Georiya : Kazuya Tatekabe
- Shin'ichirō Izumi : Hisashi Katsuta
- Cairo : You Inoue
- Genta : Masako Nozawa
- General Sakamori Miwa : Tamio Ouki
- Kitou : Tesshô Genda
- Isamu Ryūzaki : Shōzō Iizuka
- Richter : Osamu Ichikawa
- Erika : Miyuki Ueda
- Raiza : Kazuko Yanaga
- Balbas : Shōzō Iizuka
- Okane : Miyoko Aso
- Margarete : Miyoko Aso
- Gurney Halleck : Hiroya Ishimaru
- Aizam : Makio Inoue
- Olban : Hisashi Katsuta
- Barandoku : Kenji Utsumi
- Cindy : Mari Okamoto
- Merubi : Masatô Ibu
- Balbas's younger brother : Ryusei Nakao

## Liste des épisodes
La série comporte 44 épisodes.
1. La Victoire Sera Nôtre À Jamais
2. La Belle Et Mystérieuse Érika
3. La Mémoire Des Ailes Blanches
4. Quel Cauchemar ! Mon Grand Frère Est L'Ennemi De La Terre !
5. Une Erreur Tragique Ne Peut Pas Être Effacée Avec Des Larmes
6. Sèche Tes Larmes Et Lève-Toi
7. Nana, La Douce Guerrière De La Terre
8. Défends La Terre ! Combats, Kazuya !
9. Le Guerrier Qui S'Est Battu Pour L'Honneur De La Patrie
10. Montrez Votre Karaté De Bourreau !
11. La Ballade De L'Amour Et De La Trahison
12. Je Ne Veux Pas D'Une Fausse Paix
13. Fuyez, Érika, Au Prix De Votre Vie !
14. Érika Et Daimos, La Bataille Des Larmes
15. La Brillante Vérité Dans Le Courage De Se Battre
16. L'Île De Gokuraku Est Une Île Cruelle
17. Érika ! Va À La Potence !
18. Érika Sera Tuée Par Miwa
19. Un Messager De L'Espace
20. La Bataille Secrète Pour La Paix
21. Un Fier Adieu
22. Le Combat Désespéré De Kyoshiro !
23. Cupidon, Vise Okane-San
24. L'Arme Secrète Du Tenace Kairo
25. Le Fier Jeune Lion Richter
26. Daimos ! Même Pas Un Cheveu !
27. La Stratégie Pour Améliorer Daimos
28. Le Défi Du Grand Scientifique Aizam
29. Daimovic, Une Seconde Avant L'Explosion !
30. Une Course Contre Le Temps !
31. La Triste Fin De Barandok !
32. Un Nouveau Voyage Vers La Paix
33. Le Cyclone De Daimovic !
34. L'Attentat De L'Assassin Guerrier
35. Quand Le Brave Général Balbas A Replié Ses Ailes !
36. Ah, Richter ! Il N'Y A Plus Rien À Faire !
37. Érika Va Se Marier
38. Je Ne Vous Livrerai Pas Daimos
39. Kazuya Est Tombé Dans Un Piège
40. Forteresse ! Commencez L'Attaque Générale !
41. La Balle D'Érika Touche Kazuya !
42. Lancement De L'Attaque Contre Baam !
43. Le Grand Affrontement Avec Petit Baam
44. Vers L'Avenir